# Magma (Marvel Comics)
Magma (também conhecido por Homem Moldado; nome verdadeiro, Mark Raxton) é um vilão de histórias em quadrinhos do universo do Homem-Aranha. 

## Biografia
Mark Raxton nasceu em Nova York. Ele era um cientista que queria usar seu intelecto para ficar rico. Ele trabalhava nas Indústrias Oscorp como assistente de laboratório do Dr. Spencer Smythe, criador dos Esmagas-Aranha. Mark e Spencer um líquido metálico experimental de um meteoro radioativo para usar nos robôs, mas Mark rouba o líquido para vendê-lo. Ele e Spencer lutam e o líquido cai sobre o corpo de Mark, deixando-o dourado. Temendo que perdesse a sua vida, Mark vai ao primeiro hospital que encontra apenas para descobrir que o líquido modificou sua estrutura genética. Vendo as habilidades que ganhara, Mark as usa para o crime se autodenominando "Magma".
Peter Parker, como o Homem-Aranha, quase perdeu sua graduação no colégio para deter o Magma. Mais tarde ele escapa da cadeia somente para continuar suas atividades criminosas mas é logo derrotado pelo Homem-Aranha.
Mais tarde seu corpo começa a sofrer os efeitos colaterais do líquido. Sua pele começa a se tornar quase como um verdadeiro magma, para parar os efeitos ele rouba um fragmento de meteoro em um museu. Numa luta com o Homem-Aranha que termina no poluído Rio Leste, o rio acaba temporariamente parando os efeitos.
Depois de várias lutas com o Homem-Aranha, é revelado que Liz Allan, que já foi um interesse amoroso de Peter no colégio, é meia-irmã de Mark. Mark invade uma companhia farmacêutica para roubar alguns produtos que iriam reverter sua condição permanentemente. Quando o processo falha, ele sequestra Liz, mas ela é salva pelo Homem-Aranha enquanto que ele fica sob estado crítico e é internado. Ele resurge novamente para atacar Liz mas o Homem-Aranha o impede de machucá-la e o joga numa piscina onde ele fica impossibilitado de usar seus poderes e é preso.
Mark é solto e encontra Liz novamente, mas não para atacá-la, mas sim para se desculpar por tudo que ele fez. Com as coisas agora resolvidas entre os dois, Harry Osborn, marido de Liz, dá a Mark um emprego como chefe de segurança das Indústrias Osborn. Mais tarde ele, Liz, Normie (filho dela com Harry) e o Homem-Aranha são sequestrados por Harry, que sofreu um lapso mental tornando-se o Duende Verde novamente. Magma é salvo pelo Homem-Aranha. Desde que isso aconteceu Magma e o Homem-Aranha se tornaram amigos, e ele algumas vezes auxiliou o Aranha para derrotar alguns vilões. Algumas ele ficou de segurança de amigos ou familiares do Peter quando algum desastre acontecia na cidade.
No entanto, durante os eventos da Saga do Clone, Mark é sequestrado por Norman Osborn, o Duende Verde original, e sofre uma lavagem cerebral. Com isso, Magma mata a segurança do Osborn, Alison Mongraine, a única que sabia a localização de bebê de Peter e Mary Jane. Após ter recuperado o controle sob sua mente e desde então, Mark ainda carrega um pesado fardo de culpa sobre o incidente.
Algum tempo após a morte de Harry, Mark é chamado quando forças misteriosas sequestram Normie, o filho de Liz e Harry. Usando suas habilidades e intelecto, ele consegue ajudar o Homem-Aranha e o repórter do Clarim Diário, Ben Urich, a cobrir a história. 

### Guerra Civil
Durante o arco "Os Inimigos Mortais de Peter Parker" (no Brasil foi publicado nas edições #70-72 da revista Homem-Aranha) Mark é colocado em um grupo de super-vilões novamente quando o Camaleão se aproxima dele e ameaça matar Normie Raxton caso ele se não se junte aos seus "Exterminadores". Com isso Magma é forçado a atacar Liz.
Os dois combinam de ela ligar para Peter dizendo que ele seuqestrou Normie. Assim Peter viria até a casa de Liz e Magma juntamente com Fogo-Fátuo e o Espantalho o enfrentariam. O plano acaba sendo iniciado antes da hora quando Peter vê Normie são e salvo. Enquanto Peter, trajando a armadura da Aranha de Ferro (construída por Tony Stark) enfrenta Magma, a Gata Negra entra na briga e luta com Espantalho e Fogo-Fátuo. Mark revela a Peter que o responsável por esse plano é o Camlaeão, Peter se enfurece e espanca Mark obrigando-o a dizer onde ele estava. Mark revela que ele ia matar a Tia May, Peter quase mata Mark por ter deixado isso acontecer, ele só não o matou pois a Gata Negra interferiu. Os dois saem da casa de Liz enquanto Mark e os outros vilões são presos.

### Após Um Novo Dia
Mark aparece, mas ainda em péssimas condições, sob os cuidados de Liz. Harry chega para visitar Liz e Normie e os dois conversam. Quando Mark ouve Liz dizendo o nome de Harry, ele acorda e o ataca, gritando que ele os machucou pela última vez e que ele iria morrer de uma vez por todas. Homem-Aranha chega para enfrentá-lo mas não consegue pois Mark está terrivelmente descontrolado. Harry oferece à Mark uma cura que a Oscorp desenvolveu com a ajuda de Charlie Weiderman, o outro Magma, que se voluntariou para a experiência. A cura funciona fazendo com que Mark volte a ser humano.

## Poderes e Habilidades
O líquido fez com que a pele de Mark se tornasse metal, o que lhe dá grande resistência física além de uma força sobrehumana. Sua pele consegue gerar intenso calor fazendo com que qualquer um que o toque se queime e possibilitando-o de atirar projéteis de fogo.
Força Sobre-humana: Magma possui força o suficiente para levantar 40 toneladas.
Durabilidade Sobre-humana: Magma é altamente resistente a qualquer ferimento. Ele é capaz de resistir a disparos de armas de fogo, impactos fortes, altas quedas, poderosas explosões e temperaturas de até 500°F (473°C).
Manipulação de Energia: Magma é capaz de fazer qualquer parte do seu corpo ou o seu corpo inteiro chegar a temperaturas de até 300°F (273°C), e também perigosos níveis de radiação. Neste estado, ele é capaz de derreter quase qualquer tipo de material e pode causar sérias queimaduras com apenas um toque.
Incineração: Magma é capaz de transformar a temperatura de outra pessoa em chamas, incinerando-a.

## Outras Versões

### Ultimate Homem-Aranha
Na série Ultimate, Mark é um adolescente rebelde líder de uma banda rock-punk chamada "Magma".
Sua primeira aparição é na edição #78 de Ultimate Spider-Man, onde ele convida Mary Jane para um encontro. ela relutantemente aceita. Durante o encontro ela passa a maior parte falando de Peter Parker com o qual ela havia acabado de terminar o namoro. Apesar disso, Mark age com gentileza durante o encontro. Mais tarde ele encontra Mary Jane no shopping e vê que ela está acompanhada com um garoto, esse garoto era ninguém menos que Peter,
Nessa versão, Mark não se torna o Magma.

## Em outras mídias

### Games
- Em Marvel: Ultimate Alliance 2, Magma aparece como um dos chefões do jogo.

### Desenhos animados
- Na segunda temporada de O Espetacular Homem-Aranha, Mark aparece como Mark Allan, o irmão biológico de Liz, que durante alguns episódios ela e Peter são namorados. Mark é um garoto problemático que retorna ao colégio seis meses depois de ter ido para um reformatório e se apaixona por Mary Jane Watson. Sua transformação em Magma é obra de Norman Osborn e Miles Warren quando eles colocam sondas nanoscópicas em seu sangue (essas sondas ficavam à mercê de Norman). Quando há o primeiro confronto enter Mark e o Homem-Aranha, o Duende Verde apenas observa somente para ver o progresso de Mark quanto aos poderes. As coisas não saem como planejadas e Mark é preso graças ao Duende que desativou as sondas. Em outro episódio, o Duende Verde liberta Mark e Rino da cadeia e reativa os poderes de Mark, Mark dá cobertura aos dois para que possam escapar da cadeia, após isso, Mark é capturado quando é atingido por um gás que o deixa inconsciente.